# Yishun (metrostation)
Yishun is een metrostation van de metro van Singapore aan de North South Line. Het station werd geopend op 20 december 1988, twee jaar eerder dan gepland.